# 粽叶芦
粽叶芦（学名：Thysanolaena latifolia）为禾本科粽叶芦属下的一个种。产台湾、广东、广西、贵州。生长在山坡、山谷或树林下和灌丛中。分布于印度、中南半岛、印度尼西亚、新几内亚岛。北美引种。模式标本采自印度。